# Michel Garneau
Pour les articles homonymes, voir Michel Garneau (homonymie) et Garnotte.
 (décembre 2019).
Si vous disposez d'ouvrages ou d'articles de référence ou si vous connaissez des sites web de qualité traitant du thème abordé ici, merci de compléter l'article en donnant les références utiles à sa vérifiabilité et en les liant à la section « Notes et références ».
Michel Garneau  est un poète, dramaturge, musicien et comédien québécois, né à Montréal le 25 avril 1939 et mort à Magog le 13 septembre 2021.

## Biographie
Michel Garneau est un poète, musicien, professeur, comédien et dramaturge autodidacte québécois, né le 25 avril 1939 à Montréal. Il est le benjamin d’une famille nombreuse, bourgeoise et cultivée, fils de Germaine D’Amour et d’Antonio Garneau, juge à la Cour supérieure du Québec.Il suit ses deux premières années d’études primaires au Convent de l’Immaculée-Conception puis poursuit son enseignement à l’Académie Saint-Germain. Rejetant toute forme d’enseignement traditionnel, il quitte l’école à 14 ans, peu après le suicide de son frère, le poète Sylvain Garneau et quitte le foyer familial à 15 ans, bien décidé à devenir poète. Il s’inscrit à l’école du Théâtre du Nouveau Monde puis la quitte et s’inscrit en auditeur libre en tant que comédien au Conservatoire d’art dramatique du Québec à Montréal jusqu’en juin 1955.Il devient ensuite annonceur de radio à 15 ans puis animateur, réalisateur et scripteur dans plusieurs émissions à Radio-Canada. Michel Garneau écrit surtout de la poésie jusqu'à son emprisonnement pendant la Crise d'Octobre en 1970. Cet événement jouera un rôle décisif dans son éveil politique. En ces années d’effervescence politique qui préparent à des affrontements idéologiques décisifs, Michel Garneau éprouve l’urgence de réexaminer sa fonction sociale. Divisé entre son rêve de poète exempt de contingences matérielles et son adhésion à un idéal collectif, il ne parvient pas encore à trouver comment concilier dans son écriture ces deux sentiments contradictoires de prime abord.Il participe à la Nuit de la poésie en 1970 et lit avec Michelle Rossignol et Michèle Lalonde un poème de celle-ci : Panneaux-réclame, sur la scène du Gesù, à Montréal. En 1985, il est élu président du Centre d’essai des auteurs dramatiques (CEAD) jusqu’en 1987. En 1986, il est nommé directeur artistique de la section française de l’Ecole nationale de Théâtre du Canada où il enseignera pendant plus de vingt ans en tant que professeur de dramaturgie et d’improvisation dès 1978.
Il meurt le 13 septembre 2021 à l'hôpital de Magog.

## Regards sur l'Œuvre
Michel Garneau perçoit le théâtre comme un organe unificateur de son œuvre et principe multiplicateur de langages à inventer. L’improvisation tient une grande place dans l’élaboration de ses pièces. L’apport de l’acteur est déterminant pour Garneau dans l’avènement du spectacle. C’est pourquoi il affectionne particulièrement la Ligue nationale d’improvisation. Il accepte l’invitation du Festival d’Avignon, en France à diriger en 1978 un atelier d’écriture public qu’il intitulera L’Abécédaire conditionnel. La poésie et le théâtre sont deux genres que Garneau exploite à fond pour en tirer tout le potentiel créatif qu’ils peuvent susciter. Dès son plus jeune âge, il se voit poète et rédige très tôt ses premiers poèmes.
Il a rédigé plus d'une quarantaine de pièces de théâtre dont des traductions ou plutôt des « tradaptations » (traductions et adaptations) de Shakespeare ou encore de Garcia Lorca. Grand défenseur de la langue française et encore davantage du joual québécois, Michel Garneau s’amuse à traduire des pièces en français puis en joual, d’où la notion de « tradaptation ». Il fait entrer le langage populaire québécois par le théâtre en introduisant le joual, sociolecte du français québécois issu de la culture populaire urbaine de Montréal.
Il a également interprété des rôles importants au théâtre, en particulier dans des pièces de Michel Tremblay et de Jovette Marchessault. Il a également traduit deux œuvres de son ami Leonard Cohen dont Etrange musique étrangère (2000) et Le livre du constant désir (2007). Il apparaît enfin dans le documentaire réalisé par Pierre Perrault, La Grande Allure où il joue le personnage principal du film tenant un journal de bord, qui constituera le texte de narration du documentaire.

## Les autres facettes
Pendant les événements d’octobre 1970, Michel Garneau garde d’abord le silence pendant plusieurs mois. Puis, il sort de ses rêveries pour proclamer sa détermination à changer le monde. Son engagement politique tient une place essentielle dans sa vie, à la suite de son arrestation puis incarcération à la prison de Parthenais (Montéral) durant douze jours sous les coups des « mesures de guerre » imposées lors des Evénements d’octobre 1970. Il y compose deux poèmes AG- (Aile-gauche) et Chanson du petit matin d’octobre à parthenais.
La crise d'octobre désigne une série d'événements politiques et sociaux liés à l'enlèvement de l'attaché commercial du Royaume-Uni James Richard Cross et l'enlèvement et le meurtre du ministre provincial du Travail Pierre Laporte par le Front de libération du Québec qui ont eu lieu en octobre 1970 dans la province de Québec. Dans la nuit du 16 octobre 1970 et dans les jours qui ont suivi, des milliers de foyers québécois ont fait l'objet d'une perquisition et 495 personnes ont été arrêtées. Les plus connus étaient quatre artistes et une journaliste : Pauline Julien, Gérald Godin, Michel Garneau, Gaston Miron et Denise Boucher.
Michel Garneau refuse le Prix du gouverneur général qu’il remporte le 2 mai en 1978 pour son œuvre Les Petits Chevals amoureux dans la catégorie poésie, un recueil qui présente la vie aussi bien dans sa quotidienneté que dans ses moments privilégiés et qui célèbre la Nature. Il explique ce geste dans une entrevue avec André Dionne publiée dans le Numéro 11 de Lettres Québécoises en septembre 1978.

## Liste des œuvres

### Œuvres marquantes
La pièce de théâtre Quatre à quatre (1973), souvent présentée un peu partout dans le monde est une pièce majeure dans l’œuvre de Garneau. Il se lance dans une exploration poétique de la vie de quatre générations de Québécoises. L'auteur se penche donc sur la question de l’hérédité et de l’héritage culturel qui questionne les Québécois et Québécoises.
Dans Emilie ne sera plus jamais cueillie par l'anémone (1981), traduite en anglais, en allemand et en espagnol, Michel Garneau brosse un portrait sensible et imaginatif de la poétesse américaine Emily Dickinson. C’est à travers cette œuvre que l’auteur applique ses recherches sur le langage poétique et qu’il retrouve ses instincts de poète. Mêlant ainsi théâtre et poésie, Garneau réapprend la valeur des mots pour dire le geste quotidien.
Une autre pièce marquante s’intitule Mademoiselle Rouge, jouée pour la première fois à Genève en 1989 pour laquelle l’auteur remporte une seconde fois le Prix du gouverneur général dans la catégorie : théâtre de langue française ainsi que le Prix Victor Morin en 1990. Cette pièce offre une vision fantaisiste du Petit Chaperon Rouge qui, devenu adulte, réfléchit à l'événement le plus important de son enfance perturbée. Michel Garneau s’inspire donc aussi de l’univers du conte, s’intéressant à la mythologie qui entoure la fiction.
Héliotropes présente un voyage à la découverte de soi, dans un bar de ragtime. « À travers cette fable existentielle, Michel Garneau pose la question des dangers de la pétrification de l'individu dans ses préjugés ou dans ses blessures intimes, et il propose l'écoute des musiques intérieures d'êtres méprisés, marginalisés, mais qui portent en eux, l'air de rien, le désir d'une autre humanité, d'un à-venir autre. » Gilbert David, Le Devoir, 5 et 6 mars 1991.

### Poésie
- Eau de pluie (à compte d'auteur), 1956
- [Recueil sans titre], (à compte d'auteur), 1957
- Langage, Éditions À la page, 1962
- Langage 1 : Vous pouvez m'acheter pour 69c, La Fabrique, 1972
- Langage 2 : Blues des élections, La Fabrique, 1972
- Langage 3 : L'animalhumain, La Fabrique, 1972
- Moments, Éditions Danielle Laliberté, 1973 et l’Hexagone, 1988
- Langage 4 : J'aime la littérature elle est utile, Éditions de l’Aurore, 1974
- Langage 5 : Politique, Éditions de l’Aurore, 1974
- Élégie au génocide des Nasopodes, Éditions de l’Aurore, 1974 et VLB éditeur, 1979
- La plus belle île, Éditions Parti pris, 1975 et l’Hexagone, 1988
- Les petits chevals amoureux, VLB éditeur, 1977 et Lanctôt éditeur, 1979
- Poésies complètes, 1955-1987, Guérin Littérature, 1988
- Le phénix de neige, VLB éditeur, 1992
- Une pelletée de nuages, Lanctôt éditeur, 1999
- Une corde de bran de scie, Lanctôt éditeur, 2002
- Discrète parade d'éléphants, Lanctôt éditeur, 2004
- Un vol de ouananiches, Lanctôt éditeur, 2005
- Le museau de la lune, L’Oie de Cravan, 2006
- Le dessin des mots, Éditions Trois-Pistoles, 2006
- Critures, Éditions Michel Brûlé, 2007
- Poèmes du traducteur, l’Hexagone, 2008
- Les chevaux approximatifs, l’Hexagone, 2010
- Le Sacrilège, L'Oie de Cravan, 2011
- Le couteau de bois, L'Oie de Cravan, 2021

### Théâtre
Pièces originales
- Sur le matelas, Éditions de l'Aurore, 1974 et VLB éditeur, 1981
- La chanson d'amour de cul, Éditions de l'Aurore, 1974
- Quatre à quatre, Éditions de l'Aurore, 1974 et VLB éditeur, 1979
- Strauss et Pesant (et Rosa), Éditions de l'Aurore, 1975
- Gilgamesh, VLB éditeur, 1976
- Les voyagements, suivi de Rien que la mémoire, VLB éditeur, 1977
- Les célébrations :  Regard humoristique sur la vie de couple de deux intellectuels.  La pièce est présentée pour la première fois à Montréal en 1976 puis adaptée au cinéma en 1978 par Yves Simoneau, dont ce sera le premier long-métrage. (VLB éditeur, 1977).
- Adidou Adidouce, VLB éditeur, 1977
- Abriés désabriés
- L'usage du cœur dans le domaine réel, VLB éditeur, 1979
- Jeux de force.  Créée à Montréal en 1980 à la suite du référendum sur l'avenir constitutionnel du Québec.  La pièce se déroule dans un ring de boxe et décrit l'affrontement entre un fédéraliste et un souverainiste.  (VLB éditeur, 1991).
- Émilie ne sera plus jamais cueillie par l'anémone. Inspirée par la vie et l'œuvre de la poétesse Emily Dickinson, la pièce est créée à Montréal en octobre 1981 avant d'être présentée au Festival d'Avignon en juillet 1983 puis montée à Paris en octobre de la même année. (VLB éditeur, 1981). Version allemande: Emily wird nie wieder von der Anemone gepflückt werden. Trad. Eva Schönfeld. VLB 1981
- Petitpetant et le monde.
- Le Groupe, VLB éditeur, 1982
- Les Neiges
- Le bonhomme Sept-Heures, VLB éditeur, 1984
- Les Guerriers.  Satire du monde de la publicité créée en avril 1989.  En 2004, le texte est tourné pour la télévision par Micheline Lanctôt.   (VLB éditeur, 1989)
- Mademoiselle Rouge.  Pièce pour enfants créée en novembre 1989 à Genève, cette variation ludique sur le thème du petit chaperon rouge vaut à Michel Garneau de recevoir le Prix du Gouverneur général. (VLB éditeur, 1989).
- De la poussière d'étoiles dans les os, suivi de Libre entre les morts, Jeux de forces ou les derniers neveux et Le travail de la mémoire et du désir, VLB éditeur, 1991
- Célestine là-bas près des tanneries au bord de la rivière (d'après Fernando de Rojas), VLB éditeur, 1991.
- Héliotropes.  Présentée par son auteur comme une fable existentielle, la pièce est présentée à Montréal en 1994 et est mal reçue par la critique.  (VLB éditeur, 1994).
- L'épreuve du merveilleux, Lanctôt éditeur, 1996.

### Traductions et adaptations
- Macbeth (Shakespeare), VLB éditeur, 1978
- La Tempête (Shakespeare), VLB éditeur, 1989
- Coriolan (Shakespeare), VLB éditeur, 1989
- Le livre du constant désir (Léonard Cohen), 2007

### Essais
- Pour travailler ensemble, La fondation du Théâtre Public, 1978

## Honneurs
- 1977 - Prix du Gouverneur général (poésie ou théâtre de langue française) — Les célébrations et Adidou Adidouce
- 1980 - Coupe Charade — comme entraineur
- 1989 - Prix du Gouverneur général (théâtre de langue française) — Mademoiselle Rouge
- 1989 - Prix Victor-Morin